# 博泰夫格勒
博泰夫格勒是保加利亞西部索菲亞州博泰夫格勒市鎮的城镇及行政中心。

## 外部連結
- 博泰夫格勒市镇官方网站 （页面存档备份，存于） （保加利亚文）
- Pictures from Botevgrad（页面存档备份，存于）